# 世界詩歌記念日
世界詩歌記念日（World Poetry Day）は、国際連合のユネスコが文芸の増進のために1999年に取り決めた詩を記することを通じて言語の多様性を促進し、危機に瀕する言語による表現を可能とすることを目的とする日（3月21日）である。
日本では「詩歌」を別々のものと考えられているようで、特別にそれらを祝う行事は行われていない。ただし、詩歌の内「歌（和歌）」を国家行事として用いるものはある。新年、1月10日頃に皇居殿松の間にて行われる歌会始がそれに該当する。